# Bernhard Bundschuh

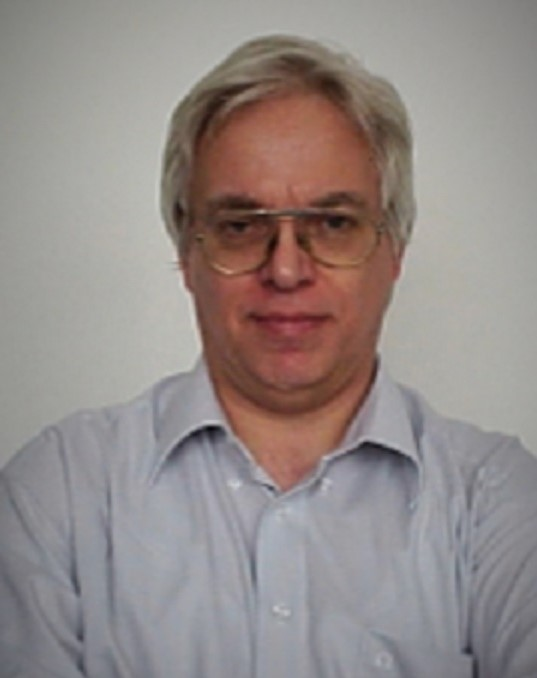
Bernhard Bundschuh

Bernhard Bundschuh (* 7. März 1957 in Amorbach; † 15. Februar 2024) war ein deutscher Ingenieur und Professor für Signale und Systeme der Elektrotechnik. Er widmete sich insbesondere der industrieorientierten Forschung und der Ausbildung auf den Fachgebieten Digitale Signalverarbeitung, Optische Nachrichtentechnik sowie Bildverarbeitung.

## Ausbildung
Bernhard Bundschuh wurde in Bayern geboren. Sein Vater Werner Bundschuh war Zapfenpflücker, seine Mutter Emilie Bundschuh, geb. Konz, war Hausfrau. Er zählte zu den nicht allzu zahlreichen Arbeiterkindern, die eine akademische Laufbahn einschlugen.
Von 1963 bis 1967 besuchte er die Grundschule in Kirchzell und danach das neusprachliche Gymnasium in Amorbach, das er 1976 mit der Allgemeinen Hochschulreife abschloss. Anschließend leistete er von Juli 1976 bis zum September 1977 seinen Grundwehrdienst.
Sein anschließendes Studium der Elektrotechnik führte ihn im Oktober 1977 an die Universität-Gesamthochschule Siegen. Hier erlangte er im Herbst 1983 seinen Abschluss als Diplom-Ingenieur in der Studienrichtung Nachrichtentechnik (Betreuender Hochschullehrer: Rudolf Schwarte).
Ab 1985 studierte er Elektrotechnik an der Universität-GH Siegen. Die Promotion zum Doktor-Ingenieur (Dr.-Ing.) erfolgte 1990 an der Universität-GH Siegen mit einer Dissertation zum Thema Laseroptik. (Gutachter: Rudolf Schwarte und Günther Ries). Bundschuh erhielt 1991 den Preis der Industrie- und Handelskammer Siegen für die beste Dissertation an der Universität-GH Siegen im Jahr 1990. Aus dieser wissenschaftlichen Arbeit ging 1991 eine Buchpublikation bei einem namhaften Verlag hervor.

## Berufliche Tätigkeit
Erste Berufserfahrungen sammelte Bundschuh von 1983 bis 1985 während seiner Tätigkeit als Entwicklungsingenieur im Bereich Raumfahrt bei der Firma ANT Nachrichtentechnik in Backnang, heute Tesat-Spacecom (Tesat) als Gesellschaft der Airbus Group.
Hieran schloss sich bis 1991 eine Tätigkeit als Wissenschaftlicher Mitarbeiter am Institut für Nachrichtenverarbeitung der Universität-GH Siegen an. Bis 1994 war er als Wissenschaftlicher Assistent an diesem Institut tätig. In diesem Zeitraum oblagen ihm vielfältige Lehrverpflichtungen: Praktikumsassistent, Seminarassistent, Praktikumsleiter, mehrere Vorlesungen sowie die Mitbetreuung von Diplomarbeiten.
Von Oktober 1987 bis zum April 1993 war er Mitbegründer und Anteilseigner der Firma SenTec GmbH in Siegen, außerdem führte er nebenberufliche Tätigkeiten bei dieser Firma durch.
Mit Wirkung vom Mai 1994 wurde Bundschuh zum Professor für das Fachgebiet Signale und Systeme im Fachbereich Elektrotechnik der Fachhochschule Merseburg (FH Merseburg), jetzt Hochschule Merseburg,  berufen (Rektorin: Johanna Wanka).

## Wissenschaftliche Interessensgebiete
Auf nachfolgenden Gebieten lagen sowohl die Forschungsarbeiten von Bundschuh:
- Methoden der Digitalen Signalverarbeitung
- Optische Sensoren
- Optische Nachrichtentechnik
- Systemtheorie, einschließlich Theorie mehrdimensionaler Systeme
- Simulationsverfahren
- Bildverarbeitung, insbesondere Bildrestauration und Bildrekonstruktion
- Regelungstheorie[3]

## Ehrungen (Auswahl)
- 1991:  Rudolf-von-Bennigsen-Foerder-Preis des Landes Nordrhein-Westfalen für das Forschungsvorhaben „Entwicklung verschiebungsvarianter Verfahren zur Lösung ein- und mehrdimensionaler inverser Probleme“
- 1991: Preis der Industrie- und Handelskammer Siegen für die beste Dissertation an der Universität-GH Siegen im Jahr 1990
- 1999: Forschungs- und Innovationspreis der FH Merseburg für das in Kooperation mit der Firma Freyburger Doerk Elektronik aus Freyburg an der Unstrut erfolgreich bearbeitete Drittmittelprojekt „Minilidar zur Wolkensondierung“
- 2014: Forschungs- und Innovationspreis der Hochschule Merseburg für das in Kooperation mit der Firma VTQ Videotronik aus Querfurt bearbeitete Drittmittelprojekt „Kapazitive Demontagedetektion von Solaranlagen“
- 2014: Hugo-Junkers-Sonderpreis für das gemeinsam mit der Firma VTQ bearbeitete Drittmittelprojekt „Kapazitive Demontagedetektion von Solaranlagen“

## Ausgewählte Veröffentlichungen
- Laseroptische 3D-Konturerfassung, Modellierung und systemtheoretische Beschreibung eines Sensorsystems.  Vieweg-Verlag, Braunschweig 1991, ISBN 978-3-528-06427-3.
- Bernhard Bundschuh, Jörg Himmel: Optische Informationsübertragung. Oldenbourg Verlag, München; Wien 2003, ISBN 978-3-486-27252-9.
- Bernhard Bundschuh, Eric Christian Nana Wadjounnie: Ein systemtheoretischer Zugang zum Dopplereffekt – Relativistischer und nicht relativistischer Fall. SVH-Verlag, Saarbrücken 2009, ISBN 978-3-8381-0479-9.
- Bernhard Bundschuh, Eric Christian Nana Wadjounnie: The Doppler Effect in Terms of System Theory – Relativistic and non-relativistic effect. SVH-Verlag, Saarbrücken 2009, ISBN 978-3-8381-0649-6.
- Ines Rennert, Bernhard Bundschuh: Signale und Systeme – Einführung in die Systemtheorie; mit 119 Beispielen und 52 Übungsaufgaben. Fachbuchverlag Leipzig im Carl-Hanser-Verlag, Leipzig; München 2013, ISBN 978-3-446-43327-4.
- Ines Rennert, Bernhard Bundschuh: Signale und Systeme – Einführung in die Systemtheorie. Online-Ressource. Carl-Hanser-Verlag, München 2013, ISBN 978-3-446-43328-1.
- Software-fokussierte Gruppenantenne – Konzeption, theoretische Grundlagen und Simulation. Hochschulverlag, Merseburg 2019.